# Eugene Mercer

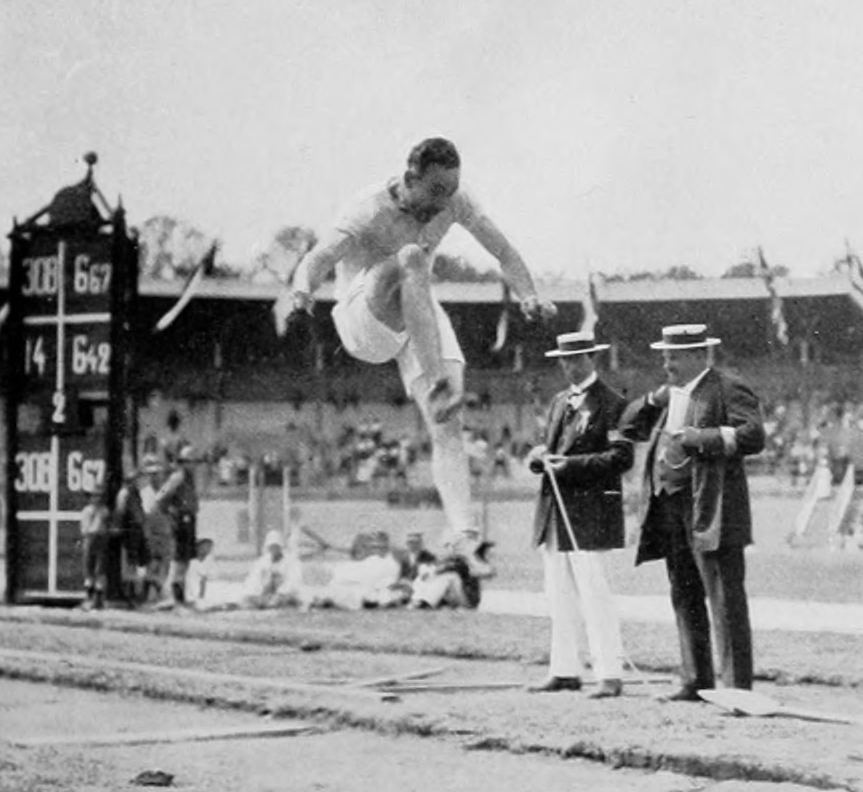
Eugene Mercer bei den Olympischen Spielen 1912

Eugene Mercer (Eugene Leroy „Roy“ Mercer; * 30. Oktober 1888 in Kennett Square, Pennsylvania; † 2. Juli 1957) war ein US-amerikanischer Weitspringer und Zehnkämpfer.
Bei den Olympischen Spielen 1912 in Stockholm wurde er Fünfter im Weitsprung und Sechster im Zehnkampf.
Für die University of Pennsylvania startend wurde er 1912 und 1913 IC4A-Meister.

## Persönliche Bestleistungen
- Weitsprung: 7,275 m, 27. April 1912, Philadelphia
- Zehnkampf: 7074,995 Punkte, 15. Juli 1912, Stockholm